# Tawiskaron
Tawiskaron (zu deutsch „Feuerstein“) bzw. Sawiskera ist ein böser Geist in den Mythen der nordamerikanischen Irokesen und Wyandot. Er ist der Bruder und Gegenspieler des Teharonhiawagon, der als guter Gott bekannt war.

## Beschreibung
Tawiskaron zerstörte vor allem die Schöpfungen seines Zwillingsbruders Teharonhiawagon. Er erschuf Ungeheuer in Menschengestalt, raubte die Sonne und ließ eine Kröte das für die Menschen lebensnotwendige Wasser trinken und verderben.
In einigen Riten erscheint Tawiskaron als großer Zauberer, dem man zugetraut hat, verschiedene Krankheiten zu heilen. Ihm wurden der Abend und die Nacht zugeordnet und ihm waren die Nachtzeremonien gewidmet. In der Mythologie der Seneca, die ebenfalls zu den Irokesen gehören, beherrscht er den Osten.

## Teharonhiawagon
Teharonhiawagon ist demgegenüber der gute Gott, sein Name bedeutet übersetzt „der den Himmel mit zwei Händen hält“. Sein Zweitname, Oterongtongnia, bedeutet „Bäumchen“. Bei den Seneca heißt der gute Gott Djuskaha, was so viel wie „Kleiner Spross“ bedeutet. Bei ihnen beherrscht er den Osten der Erde.
Alle guten Dinge wurden von ihm erschaffen, er ist der Spender der Gesundheit und des Wohlstandes, entsprechend wurden ihm der Morgen und der Tag zugeordnet.

## Belege
1. 1 2 3 4 5  Stichwort „Tawiskaron“. In: Manfred Lurker: Lexikon der Götter und Dämonen. Namen, Funktionen, Symbole / Attribute (= Kröners Taschenausgabe. Band 463). 2., erweiterte Auflage. Kröner, Stuttgart 1989, ISBN 3-520-46302-4.
2. ↑  James Wilson: The Earth Shall Weep: A History of Native America. Grove Press, 2000, ISBN 0-8021-9746-9, S. 110 (eingeschränkte Vorschau in der Google-Buchsuche).
3. 1 2 3 4 5 6 7 8  Stichwort „Teharonhiwagon“. In: Manfred Lurker: Lexikon der Götter und Dämonen. Namen, Funktionen, Symbole / Attribute (= Kröners Taschenausgabe. Band 463). 2., erweiterte Auflage. Kröner, Stuttgart 1989, ISBN 3-520-46302-4

## Weiterführende Literatur
- Stichwort „Tawiskaron“. In: Frederick Webb Hodge: Handbook of American Indians North of Mexico. Reprint des Werkes von 1912, Band 4 von 4 (Handbook of American Indians), The Smithsonian Institution, Bureau of American Ethnology 2003; S. 718–723 (eingeschränkte Vorschau in der Google-Buchsuche).
- Stichwort „Teharonhiwagon“. In: Frederick Webb Hodge: Handbook of American Indians North of Mexico. Reprint des Werkes von 1912, Band 4 von 4 (Handbook of American Indians), The Smithsonian Institution, Bureau of American Ethnology 2003; S. 718–723 (eingeschränkte Vorschau in der Google-Buchsuche).